# 국도 제B1호선 (나미비아)
국도 제B1호선(독일어: Nationalstraße B1, B1 Road)은 노르트워와 오시칸고를 연결시켜 주는 나미비아의 일반 국도로, 총 연장은 1,536 km이다. 그래서 나미비아 최장거리의 일반 국도 노선 중의 하나이기도 하며, 나미비아의 남북을 종단하고 있기도 한다. 그래서 이 도로가 앙골라의 국경을 건너오는 노선 중의 하나이기도 하지만, 통과하고 있는 도시는 주로 오시칸고, 오샤카티,  온당와, 추메브, 오타비, 오치와롱고, 오카한자, 빈트후크, 레호보스, 마리엔탈, 케이트만스호프, 노르트워 등이 있다. 그래서 추메브에서 온당와를 거쳐 나무토니까지 이어주는 구간은 1957년부터 1958년 사이에 걸쳐 건설하였지만, 10년이 지난 시점이 되어야 도로가 포장된 상태였다. 현재 포장된 구간을 보면 오시벨로를 경유하여, 온당와를 지나 오샤카티까지 이어져 있다. 다만, 온당와에서 오시칸고 사이의 구간은 그래도 자갈길이 남아 있기도 한다. 또한 해당 도로는 교통사고가 가장 많이 빈번하게 일어나는 도로로 분류되며 사망 사고도 역시 가장 많은 도로이기도 하다. 그리고 오카한자에서 오치와롱고 사이의 구간은 매우 치명적인 약점을 가진 도로 구간이기도 하다.

## 갤러리

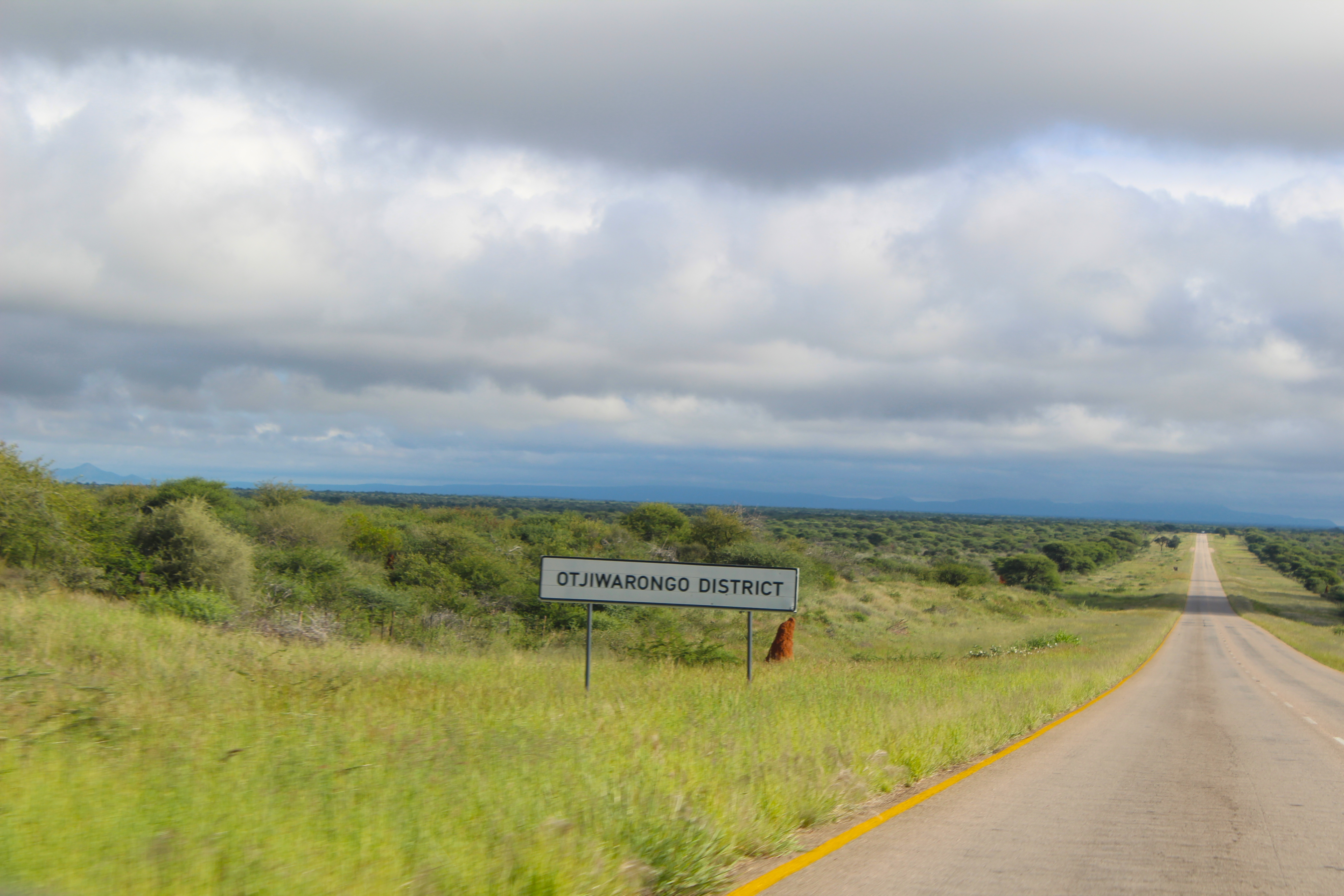
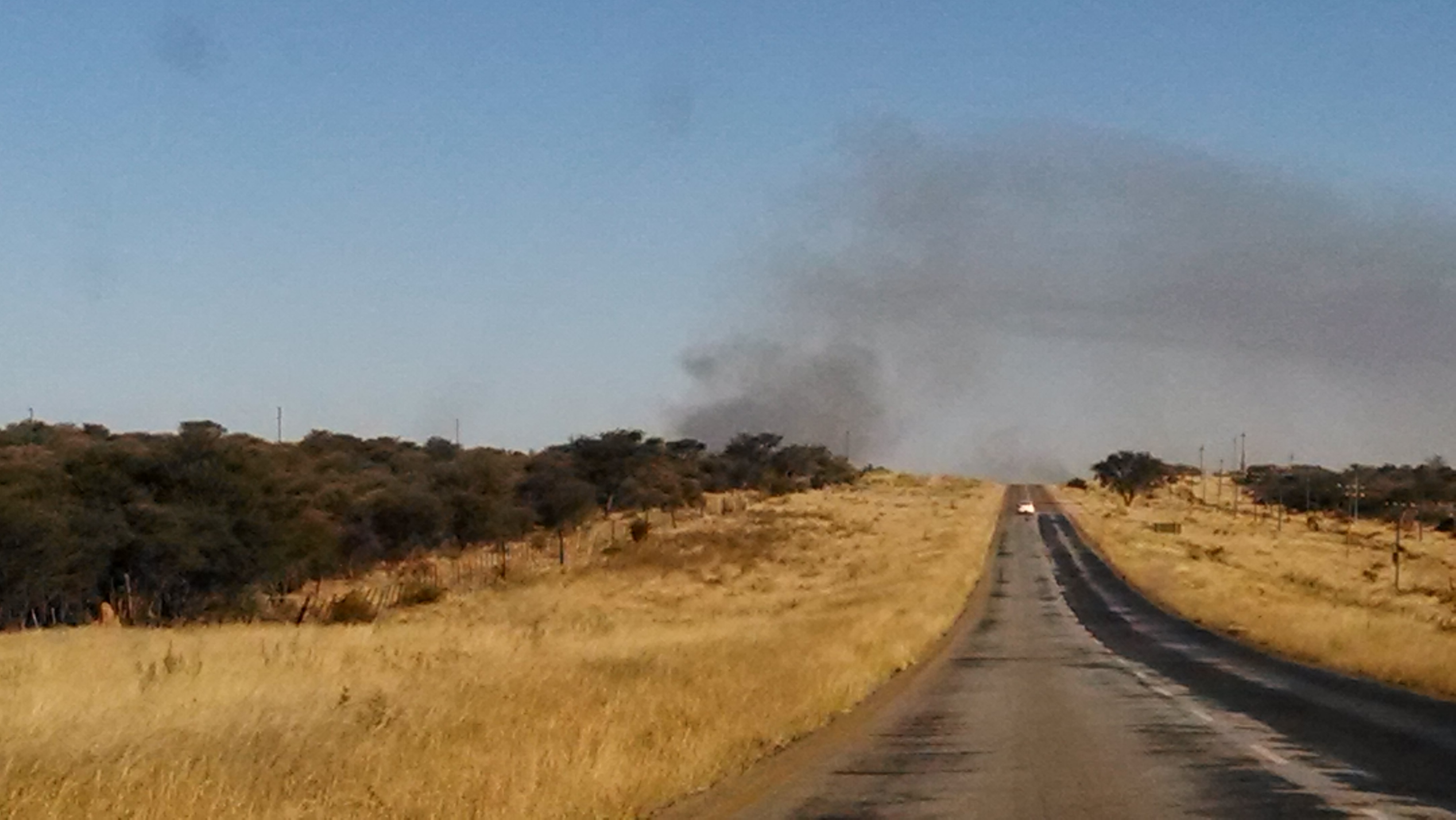
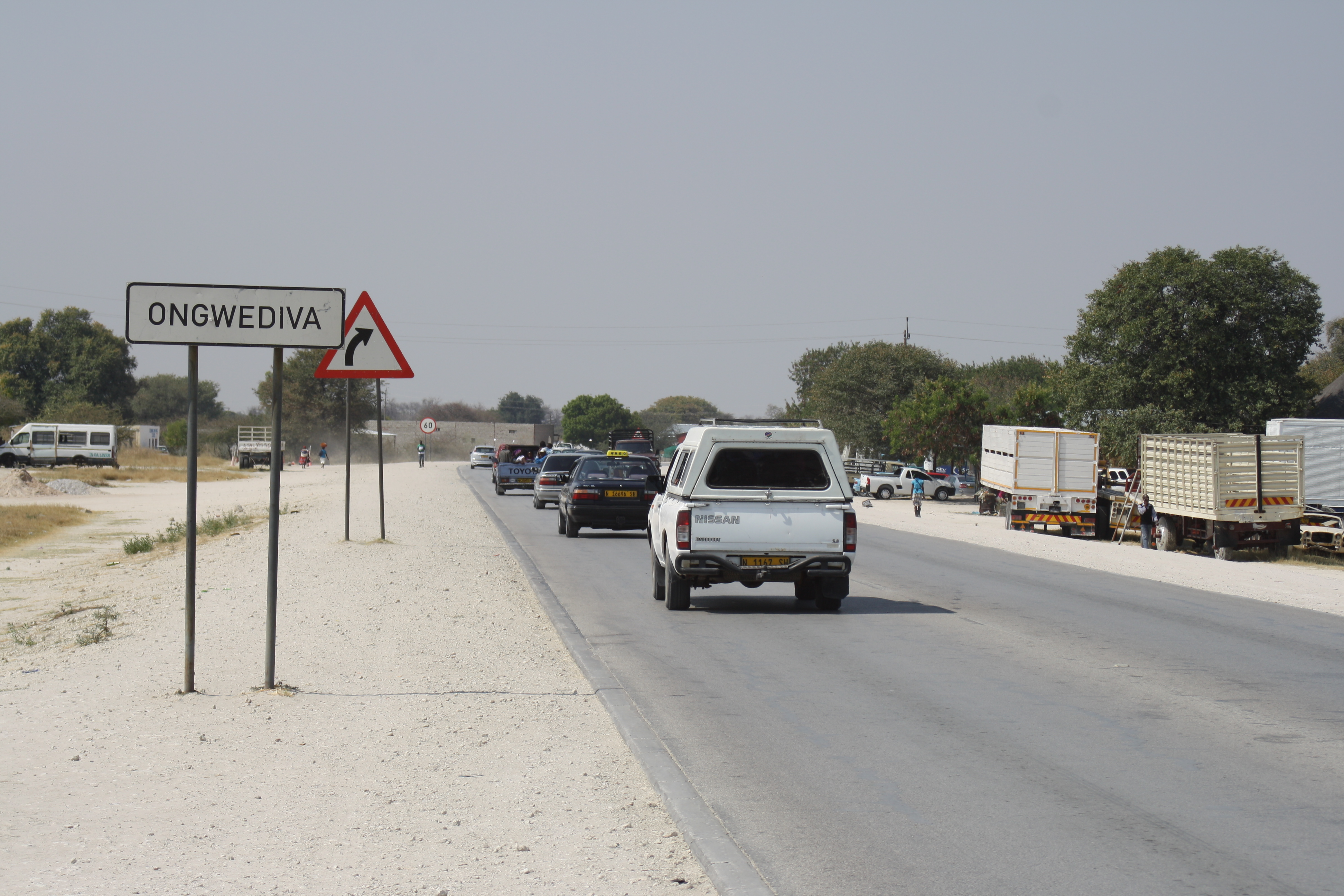
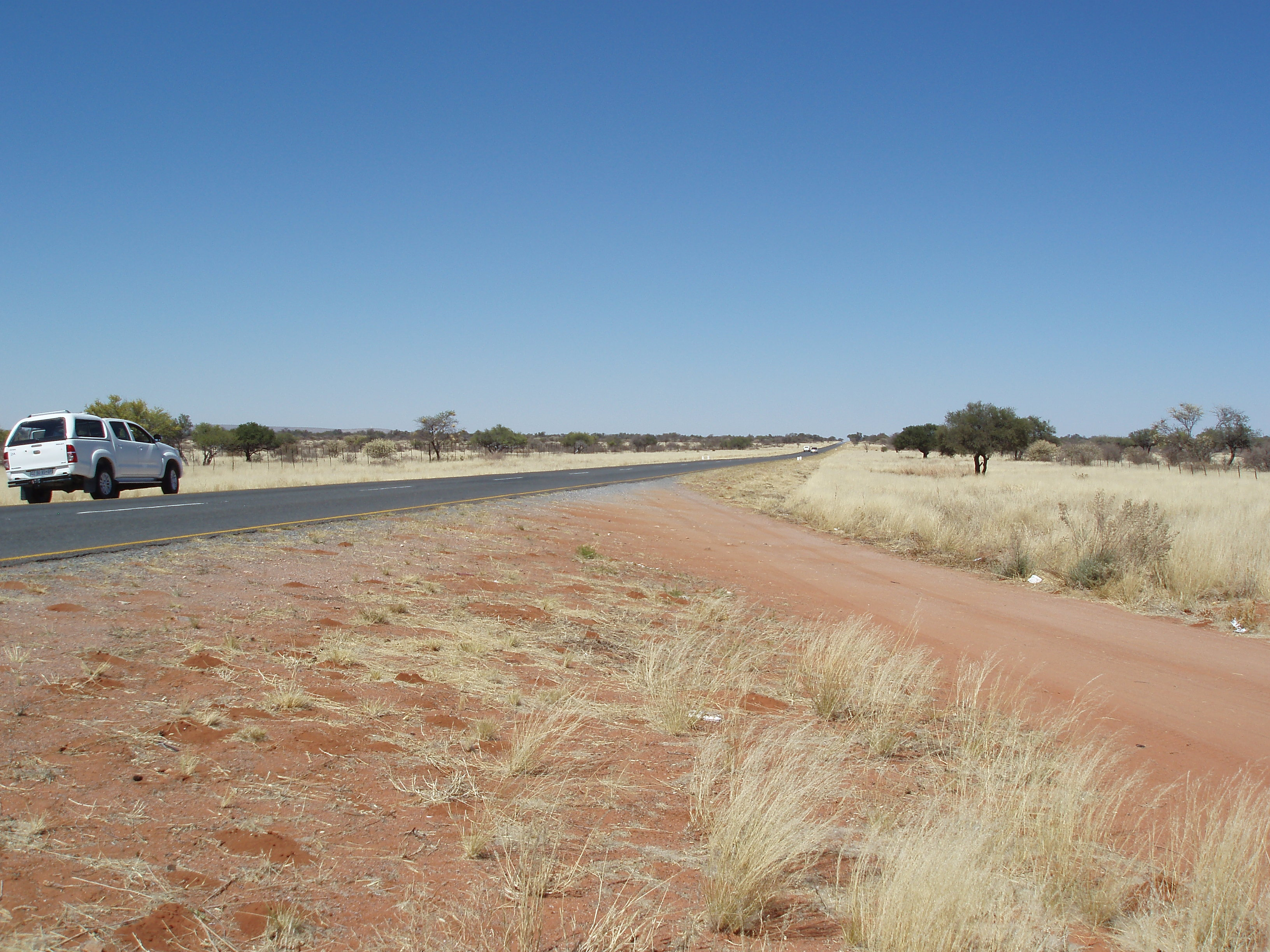
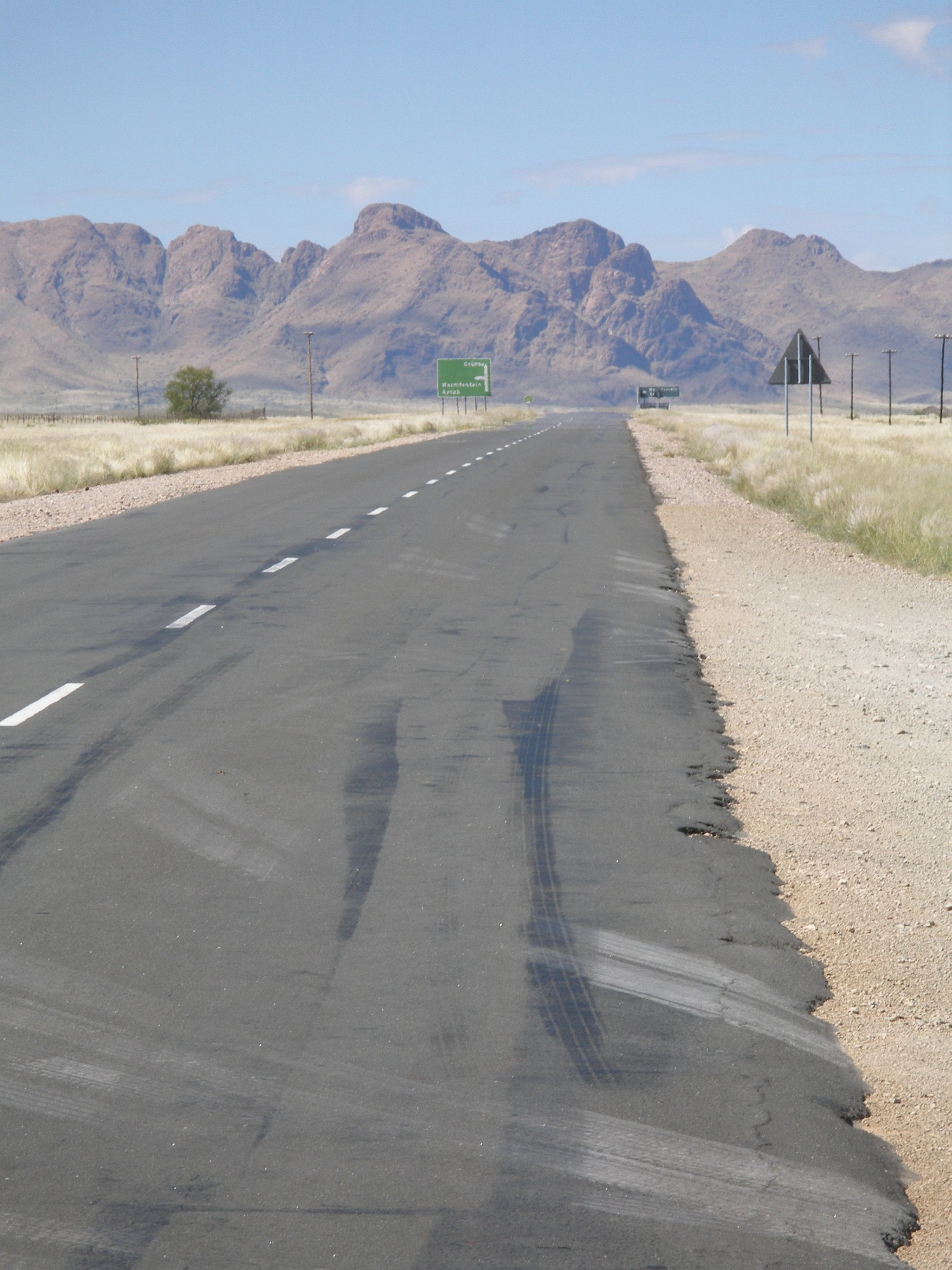
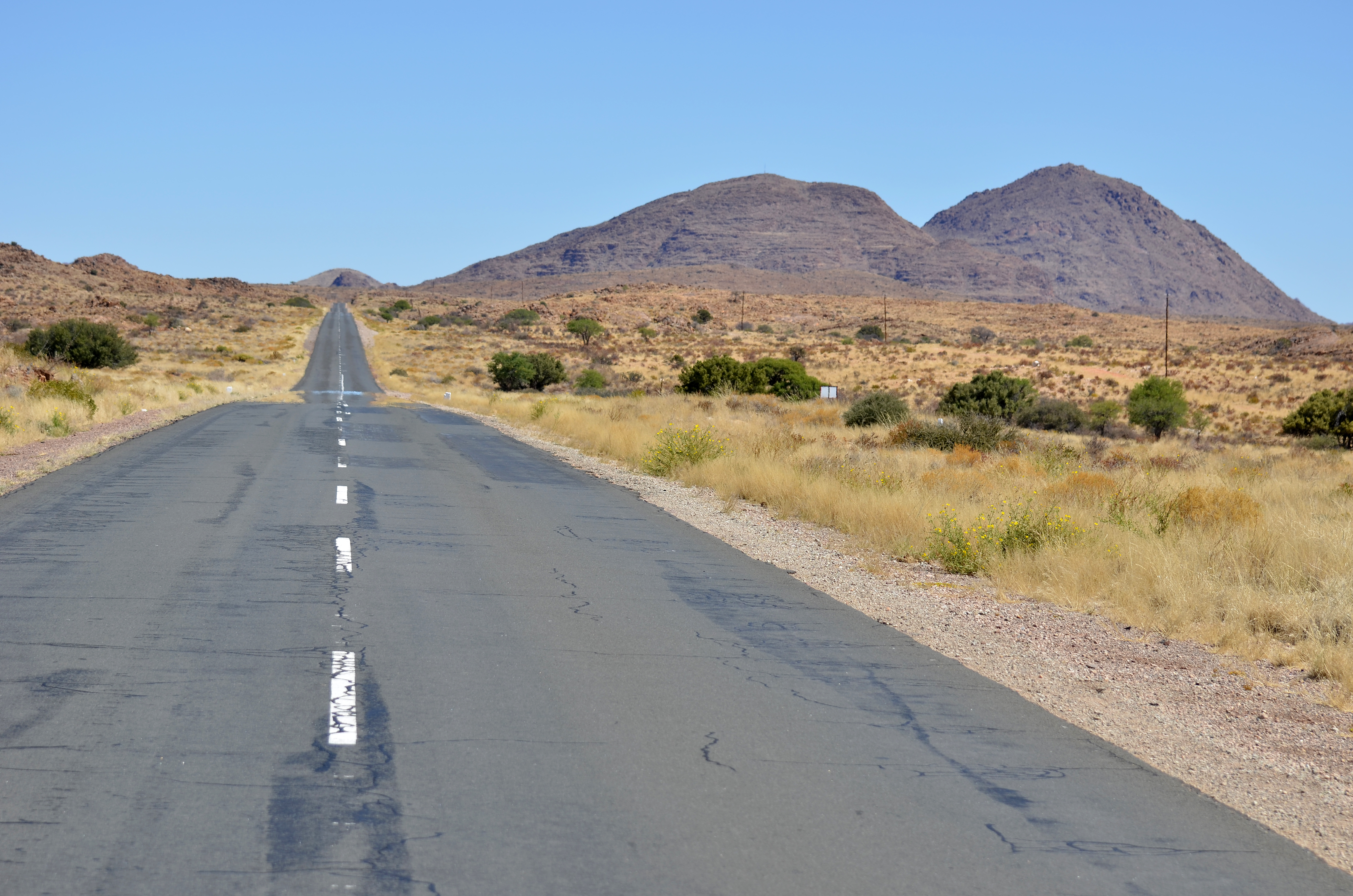
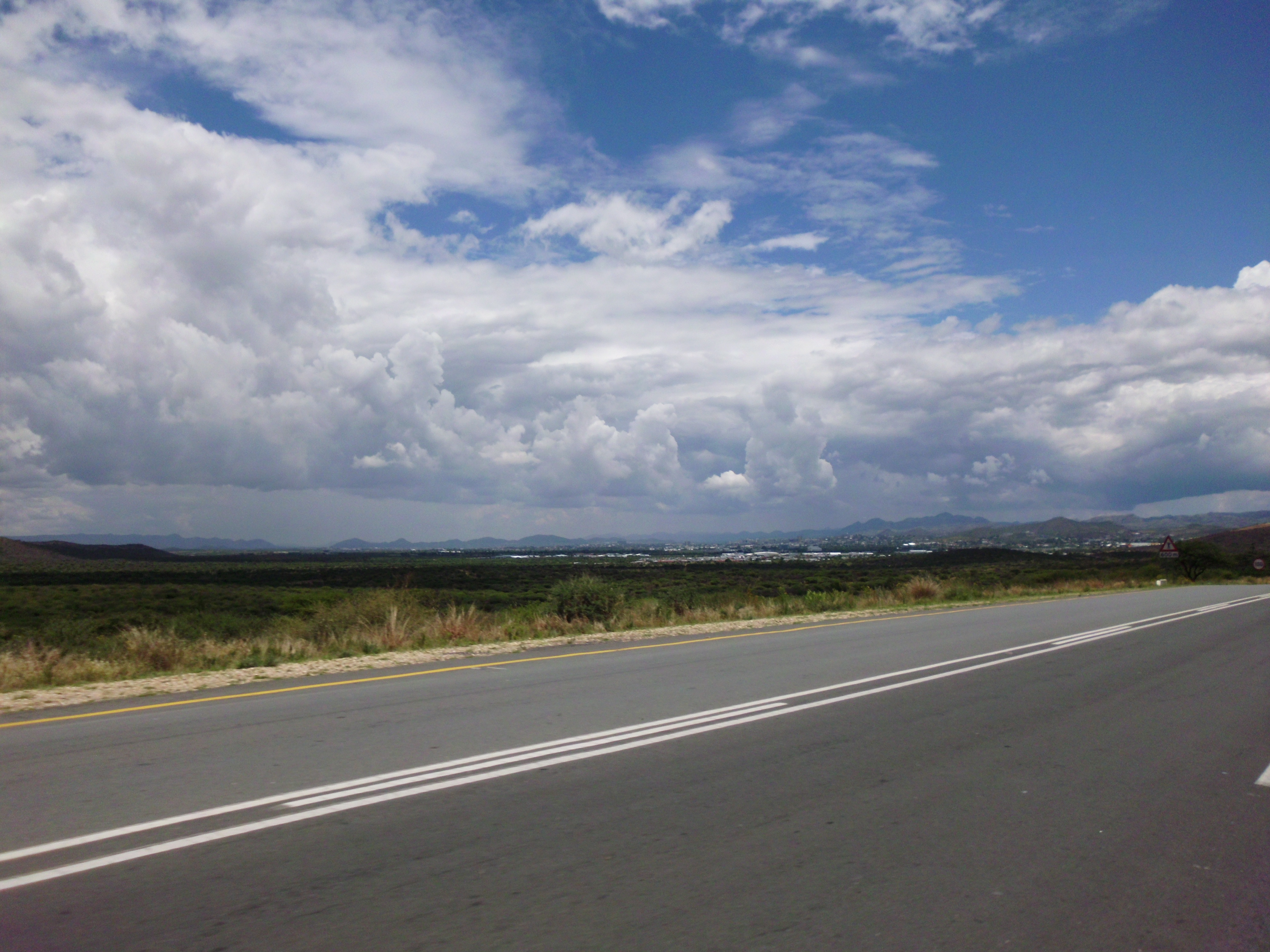
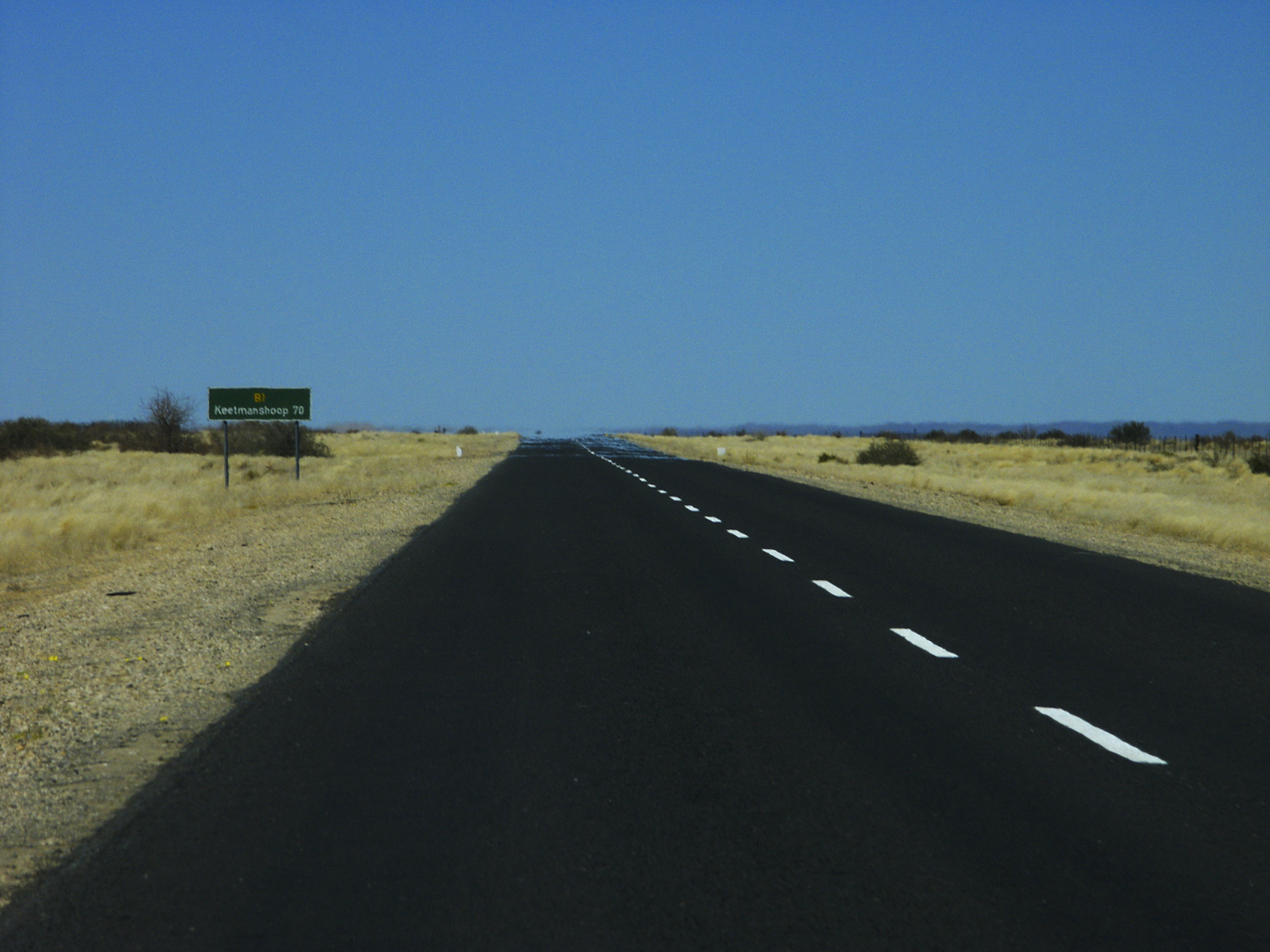